# Walter Elze

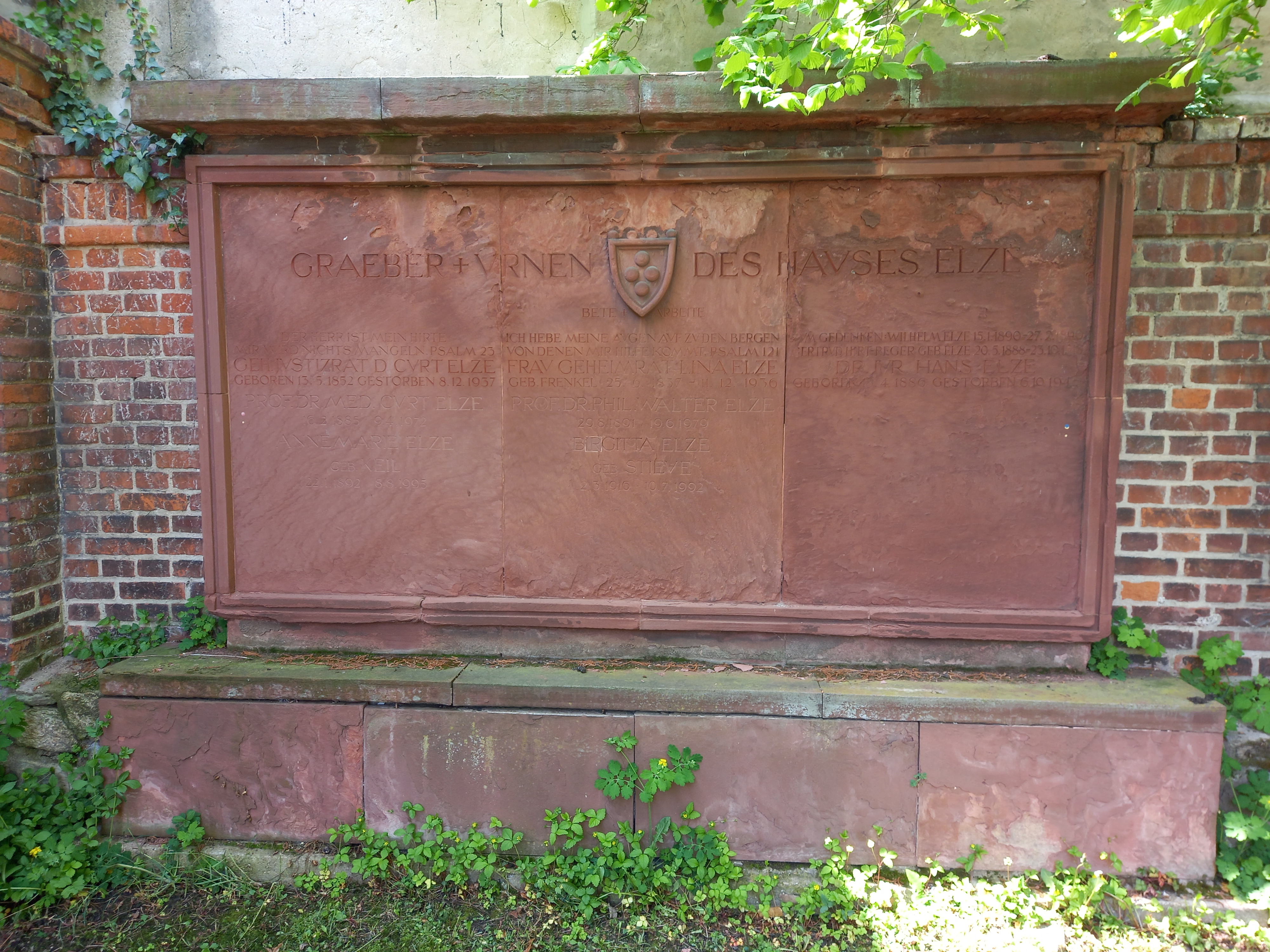
Das Grab von Walter Elze und seiner Ehefrau Brigitta geborene Stieve im Familiengrab auf dem Laurentiusfriedhof in Halle

Walter Elze (* 29. August 1891 in Halle (Saale); † 19. Juni 1979 in Freiburg im Breisgau) war ein deutscher Offizier, Jagdflieger und Militärhistoriker. In der Zeit des Nationalsozialismus bekleidete er in der Nachfolge von Hans Delbrück den Lehrstuhl für Kriegsgeschichte an der Friedrich-Wilhelms-Universität Berlin. Außerdem trat er als Lyriker in Erscheinung und gehörte dem George-Kreis an.

## Leben
Walter Elze, evangelisch getauft, war ein Sohn des Geheimen Justizrates Curt Elze, der als Rechtsanwalt wirkte. Ein Bruder war der nachmalige Anatomieprofessor Curt Elze. Er besuchte ein Gymnasium in Halle an der Saale.
Elze trat als Fahnenjunker in das 5. Badisches Feldartillerie-Regiment Nr. 76 in Freiburg im Breisgau ein. 1911 wurde er zum Leutnant befördert. Im Ersten Weltkrieg diente er als Pilot in der Jagdstaffel 11 (von Richthofen) und in der Folge als Adjutant beim Stabsoffizier der Flieger im Oberkommando der 7. Armee, beim Chef des Feldflugwesens, Oberstleutnant Hermann von der Lieth-Thomsen, zugleich Mitbegründer der Luftstreitkräfte, und beim Kommandierenden General der Luftstreitkräfte, Generalleutnant Ernst von Hoeppner, im Großen Hauptquartier. Er erhielt das Eiserne Kreuz I. und II. Klasse. 1918 wurde er zum Hauptmann befördert und zunächst in das Preußische Kriegsministerium versetzt. Im Mai 1919 schied er aus dem aktiven Dienst aus.
Elze studierte dann Geschichte an den Universitäten Halle-Wittenberg, München, Marburg und Kiel. Sein wichtigster Lehrer war Friedrich Wolters, bei dem er 1924 in Kiel über den Streit um Tauroggen zum Dr. phil. promoviert wurde und der ihn mit dem George-Kreis in Verbindung brachte. In den 1920er Jahren setzte er sich politisch etwa im „Ruhrkampf“ ein. 1928 habilitierte er sich mit einem Stipendium bei Hans Delbrück und Erich Marcks zum Thema Tannenberg. Das deutsche Heer von 1914. Seine Grundzüge und deren Auswirkung im Sieg an der Ostfront. Ihm wurde die venia legendi verliehen, und er wurde 1929 Lehrbeauftragter für Neuere Kriegsgeschichte an der Friedrich-Wilhelms-Universität Berlin. 1932 wurde er Direktor der Kriegsgeschichtlichen Abteilung im Historischen Seminar.
Die Machtübergabe an die Nationalsozialisten 1933 begrüßte er und trat zum 1. Mai 1933 der NSDAP (Mitgliedsnummer 2.503.444) sowie im selben Monat dem NS-Dozentenbund bei. So wurde er 1933 in Berlin mit einer ordentlichen Professur für Geschichte und Kriegsgeschichte ausgestattet und Co-Direktor des Historischen Seminars. Er forschte zur Mittleren und Neueren Geschichte und galt als Spezialist für die Epoche Friedrichs des Großen. Als Kriegshistoriker sah Elze es als seine Aufgabe an, die Kriegsvorbereitungen des Deutschen Reiches analytisch und strategisch zu unterstützen. Zu Elzes akademischen Schülern gehörten u. a. Eberhard Kessel, Eberhard Ritter, Felix Hartlaub, Heinrich Wiegand Petzet, Wilhelm Scheidt und Werner Hahlweg; auch Ursula von Gersdorff hörte bei ihm.
Im Dezember 1933 war Stefan George gestorben, die Freunde des George-Kreises standen danach aber noch in Kontakt. Problematisch gestaltete sich das Verhältnis des Nationalsozialisten zu den jüdischen Mitgliedern des Kreises. Renata von Scheliha, die ebenso wie Elze zum weiteren Kreis gehörte, berichtete 1947 von einem Vorfall mit dem deutsch-jüdischen Philosophen Ernst Gundolf, dem Bruder des Literaturwissenschaftlers Friedrich Gundolf: „September ’38 kam Ernst Gundolf nach Berlin, besuchte u. a. auch Walter Elze, erzählte dann, der sei außerordentlich liebenswürdig gewesen und hätte sich ihm gegenüber sehr von allen Nazidingen distanziert. November ’38 [nach der Reichspogromnacht vom 9. November], als Ernst Gundolf ins [Konzentrations]Lager geschleppt worden war und ich Elze, von dem ich wußte, daß er durch eine Beziehung zu Himmler leicht etwas für die Befreiung erwirken konnte, aufsuchte, lehnte er nicht nur jede Hilfe ab, sondern bemerkte noch: die Juden merkten halt nie, wann man sie nicht mehr brauchte – warum denn Ernst Gundolf nicht längst fortgegangen sei.“
1945 wurde Elze abgesetzt und hatte wegen seiner Verstrickungen in der Zeit des Nationalsozialismus Probleme, eine neue Stellung zu bekommen. Nach dem Zweiten Weltkrieg lebten Elze und seine Familie zuerst in Freiburg im Breisgau, dann in Freudenstadt. 1950 hatte er eine Gastprofessur in Stockholm inne. Erst 1954 gelang es ihm nach einer Intervention durch Arnold Bergstraesser, in Freiburg als Emeritus angenommen zu werden. In Freiburg lebte er zuletzt im Stadtteil Wiehre, wo er 87-jährig starb. Mit seiner Ehefrau Birgitta (1916–1992), einer geborenen Stieve, hatte Elze eine Tochter.
Ein Briefwechsel von 1922/23 befindet sich im Gundolf-Archiv in London und Gedichte im Stefan-George-Archiv in Stuttgart. Wolfgang Graf Vitzthum schilderte: „Nicht das Militär, nicht die Wissenschaft, nicht die Politik waren für Elze letztlich bestimmend, sondern die Dichtung und die Dichter.“

## Werke (Auswahl)
- mit Friedrich Wolters: Stimmen des Rheines. Ein Lesebuch für die Deutschen. Ferdinand Hirt, Breslau 1923.
- Brandenburg-Preussen bei Marlenheim und Fehrbellin. Das Erscheinen eines neuen politischen Prinzips in Deutschland und Europa 1674/75. Dissertation, Universität Kiel 1924.
- Der Streit um Tauroggen. Hirt, Breslau 1926.
- Tannenberg. Das deutsche Heer von 1914. Seine Grundzüge und deren Auswirkung im Sieg an der Ostfront. Hirt, Breslau 1928.
Neudruck als: Das deutsche Heer von 1914. Biblio Verlag, Osnabrück 1968.
- Graf Schlieffen. Hirt, Breslau 1928.
- Friedrich der Große. Geistige Welt, Schicksal, Taten. Mittler, Berlin 1936.
- Der Prinz Eugen. Sein Weg, sein Werk und Englands Verrat. Mit einer Auswahl von Dokumenten. Deutsche Verlags-Anstalt, Stuttgart [u. a.] 1940.
- Deutsche Geschichte und deutsche Freiheit. Briefe eines Hochschullehrers an seine Schüler im Feld. Rütten & Loening, Potsdam 1940.